# Анапсиды
Ана́псиды (также употребляется анапси́ды) (лат. Anapsida) — полифилетическая группа пресмыкающихся, череп большинства из которых не имеет височных окон. Ранее считались одним из подклассов пресмыкающихся наряду с диапсидами; в современных системах классификации более не выделяются, поскольку состоят из искусственно сгруппированных вместе ветвей ранних пресмыкающихся и черепах. Помимо черепах, к анапсидам относили следующие ветви стволовых рептилий (завропсид): капториниды (Captorhinidae), парарептилии (Parareptilia) и Protorothyrididae.
Традиционно анапсиды рассматривались как монофилетический таксон рептилий, однако выдвигались гипотезы о том, что некоторые группы рептилий с анапсидными черепами могут быть лишь отдалённо родственными по отношению друг к другу.
Большинство рептилий с анапсидными черепами, в том числе миллереттиды, никтифруреты и парейазавры, вымерли в конце пермского периода в ходе массового вымирания. Проколофономорфы дожили до триасового периода.
Ныне живущими представителями анапсид считались черепахи. Тем не менее, все современные генетические исследования подтвердили некогда оспаривавшуюся гипотезу о том, что черепахи представляют собой группу диапсидных рептилий с редуцированными височными окнами.